# 20th Television Animation
A 20th Television Animation (anteriormente Fox Television Animation) é um estúdio de animação americano que cria, desenvolve e produz séries e especiais de animação para adultos. É uma unidade da Disney Television Studios, uma subsidiária da Walt Disney Television, que faz parte da divisão de Disney General Entertainment Content da The Walt Disney Company.

## História

### Unidade de animação da 20th Century Fox Television e da 20th Television (1999–2020)
O estúdio foi fundado em 1999. Seu primeiro projeto foi a continuação da produção de Uma Família da Pesada para sua terceira temporada, que substituiu a casa anterior da série na Film Roman nas temporadas um e dois. O estúdio se tornaria o lar da futura série animada co-criada por Seth MacFarlane: American Dad! e The Cleveland Show. Em 2016, a Fox Television Animation assumiu a produção de Os Simpsons, substituindo a Film Roman.
A maioria dos projetos de animação da 20th Television Animation são subcontratados por empresas de produção de animação terceirizadas, como Film Roman, Titmouse, Inc., Bento Box Entertainment e Rough Draft Studios, mas a empresa mantém a 20th Television Animation como uma opção interna. Como a empresa atua como uma produtora de aluguel, não é tratada como uma divisão rotulada da 20th Century Studios, como Touchstone Television ou Searchlight Pictures. O estúdio é especializado em pré-produção e pós-produção de animação, enquanto a produção da animação real é feita por estúdios na Coreia do Sul. Os contratantes frequentes da 20th Television Animation incluem Digital eMation, Yearim Productions, AKOM Production e Rough Draft Korea.
O estúdio mantém uma localização no bairro Miracle Mile de Los Angeles. Seus trabalhadores são representados por The Animation Guild, I.A.T.S.E. Local 839.

### Sob Disney Television Studios (2020-presente)
Em setembro de 2020, a empresa de animação foi renomeada como 20th Television Animation, começando com novos episódios de programas em produção na empresa.
Em dezembro de 2020, foi anunciado que a 20th Television Animation seria relançada como uma unidade autônoma da 20th Television, nomeando provisoriamente Marci Proietto como presidente da empresa. Ela finalmente entrou em vigor em março de 2021. A 20th Television Animation se concentra na produção e desenvolvimento de projetos de animação voltados para adultos, ao contrário do estúdio irmão Disney Television Animation. Na nova encarnação, a 20th Television Animation assumiria a supervisão executiva da produção de todos os projetos de animação até então supervisionados pela 20th Television. Isso permitiu que as séries que a 20th Television Animation já estava produzindo para menos de uma vigência da 20th Television ficassem inteiramente sob uma única empresa, enquanto as séries cuja animação foi produzida por uma empresa terceirizada manteriam essa relação, com a 20th Television Animation apenas absorvendo a produção acima da linha e atuando como novo cliente para a contratada de animação.